# Rotsee
Rotsee är en sjö i Schweiz. Den ligger i den centrala delen av landet, 70 km öster om huvudstaden Bern. Rotsee ligger 421 meter över havet. Arean är 0,48 kvadratkilometer. Den sträcker sig 1,5 kilometer i nord-sydlig riktning, och 2,3 kilometer i öst-västlig riktning.
I omgivningarna runt Rotsee växer i huvudsak blandskog. Runt Rotsee är det mycket tätbefolkat, med 1 517 invånare per kvadratkilometer.